# هاوک‌ومن (کمیک)
هاواک ومن (به انگلیسی: Hawkwoman)یک شخصیت خیالی قهرمان است که در کتب کامیک دی سی کمیکز وجود دارد؛ و برای اولین بار، در شمارهٔ ۳۴ مجلهٔ کمیک‌های شجاع و برجسته (The Brave and the Bold # 34) در مارس ۱۹۶۱ معرفی شد.